# Scolopia erythrocarpa
Scolopia erythrocarpa är en videväxtart som beskrevs av Joseph Marie Henry Alfred Perrier de la Bâthie. Scolopia erythrocarpa ingår i släktet Scolopia och familjen videväxter. Inga underarter finns listade i Catalogue of Life.